# 費雷爾斯鎮區 (北卡羅萊納州納什縣)
費雷爾斯鎮區（英語：Ferrells Township）是位於美國北卡羅萊納州納什縣的一個鎮區。

## 地方資料
費雷爾斯鎮區的面積為79.51平方千米，皆為陸地。根據2020年美國人口普查的數據，當地共有人口2487人，而人口密度為每平方千米31.28人。